# MG EX182
Der MG EX182 war eine Rennversion des MGA aus dem Jahre 1955.

## Entwicklungsgeschichte
Der MG EX182 wurde 1955 speziell für den Einsatz beim 24-Stunden-Rennen von Le Mans entwickelt. Die Verantwortlichen von MG wollten mit dem Einsatz bei diesem 24-Stunden-Rennen die mediale Aufmerksamkeit für den neuen Sportwagen MGA nutzen. Gebaut wurden fünf Fahrzeuge, von denen drei in Le Mans gemeldet wurden. Die MG EX182 hatten Aluminiumkarosserien, die äußerlich mit denen der Straßenversionen identisch waren. Die Wagen hatten kein Verdeck und im Renneinsatz wurde der Beifahrersitz abgedeckt. Als Antrieb diente der 1,5-Liter-4-Zylinder-Reihenmotor aus der Straßenversion.

## Renngeschichte der Werkswagen
Die Werkswagen wurden nur bei zwei Motorsportveranstaltungen eingesetzt; beim 24-Stunden-Rennen von Le Mans und bei der RAC Tourist Trophy 1955. In Le Mans wurden drei EX182 gemeldet, die von den Mannschaften Ken Miles/Johnny Lockett, Ted Lund/Hans Waeffler sowie Dick Jacobs/Joe Flynn gefahren wurden.
Das Rennen in Le Mans war überschattet vom fatalen Unfall Pierre Leveghs, bei dem der französische Rennfahrer und 83 Zuschauer den Tod fanden. Durch diese Katastrophe ging völlig unter, dass auch Dick Jacobs einen schweren Unfall im EX182 hatte. Die Rettungs- und Sicherungsmaßnahmen an der Levegh-Unfallstelle vor den Boxen waren mangelhaft und chaotisch. Die ersten Runden nach dem Unfall fuhren die im Rennen befindlichen Fahrzeuge mit fast unvermindertem Tempo an der Unfallstelle vorbei; dabei auch Jacobs im MG. Der Brite sagte später, dass ihn das Feuer und der viele Rauch derart irritiert hätten, dass er völlig die Konzentration verlor. Die Folge dieser Unkonzentriertheit war ein Unfall im White-House-Corner (den heutigen Porsche-Kurven). Nach einem Fahrfehler überschlug sich der MG und blieb brennend mit den Rädern nach oben auf einem Erdwall liegen. Jacobs erlitt schwere Verletzungen an der Lunge und Beinbrüche. Er schwebte einige Tage in Lebensgefahr, kehrte aber nach mehr als einem Jahr Genesungszeit an die Rennstrecken zurück.
Die beiden verblieben EX182 kamen hingegen ohne größere Probleme ins Ziel. Miles und Lockett beendeten das Rennen an der 12. Stelle der Gesamtwertung; Lund und Waeffler wurden Siebzehnte. Gegen die in derselben Rennklasse (Sportwagen zwischen 1,1 und 1,5 Liter Hubraum) antretenden Werks-Porsche 550/4 RS 1500 Spyder waren die MG allerdings chancenlos.
Bei der RAC Tourist Trophy kamen veränderte Fahrerpaarungen zum Einsatz. Johnny Lockett betritt das Rennen mit Ron Flockhart; Ted Lund mit Dickie Stoop. Den dritten Wagen steuerten Jack Fairman und Peter Wilson. Während Fairman und Wilson das Rennen an der 20. Stelle der Gesamtwertung beendeten, fielen die beiden anderen X182 nach Defekten aus.